# مستشفى الأهلي (الخليل)
المستشفى الأهلي الخليل هو مستشفى عام في محافظة الخليل جنوب الضفة الغربية، وهو من إنجاز جمعية أصدقاء المريض والتي تهدف إلى رفع مستوى الخدمات الصحية في محافظة الخليل خصوصًا وفي فلسطين عمومًا.
تمت المباشرة في بناء المستشفى الأهلي عام 1988م على أرض مساحتها 30.000 م2. يعمل المستشفى الأهلي بسعة 250 سرير يمكن رفعها بسهولة إلى 500 سرير في حالات الطوارئ. ويعمل في المستشفى الأهلي حالياً ما يزيد عن (600) موظفاً وموظفة في كافة أقسامه الطبية والطبية المساعدة والإدارية.
يحتوي المستشفى الاهلي على كافة الأقسام الطبية والطبية المساعدة، كما تتوفر مرافق وأقسام طبية وأجهزة أخرى مثل وحدة علاج مشاكل القلب الكهربائية والقسطرة الدماغية والوحدة الوحيدة المرخصة في فلسطين للطب النووي.
يضم المستشفى عدة أقسام، هي: الإسعاف والطوارئ، العيادات الخارجية، العمليات، الجراحة، النسائية والتوليد، الخداج، الأطفال، الأمراض الباطنية، العناية المركزة، الحالات اليومية، أقسام تفتيت الحصى، والأسنان، والطب النووي، الأشعة، الصيدلية، المختبر وبنك الدم، العلاج الطبيعي، التعقيم.
يتبع للمستشفى كلية التمريض، تدرّس فيها ثلاثة تخصصات حيوية هي التمريض والقبالة وفنيي التخدير. كما يتوفر فيه برنامج الإقامة ( التخصص ) وذلك بالتعاون مع المجلس الطبي الفلسطيني واعتراف المجلس الطبي العربي وخلاله يتم منح (6) تخصصات رئيسية هي (النسائية والتوليد والتخدير والباطنية والجراحة العامة وجراحة العظام والأطفال. هذا ويقوم المستشفى بتطبيق برنامج التدريب لطلاب كلية الطب التابعة لجامعة القدس وبرنامج تدريب لطلاب كلية التمريض في المستشفى وكليات التمريض الأخرى.

## الإدارة
وهي هيئة تطوّعية، تعمل على إدارة الجمعية والمستشفى وهي مؤلفة من تسعة أعضاء وتكون منتخبة من قبل الهيئة العامة التي يتجاوز عدد أعضاؤها الألفي عضواً.